# Las Cuevas-kriget
Las Cuevas-kriget var en kortvarig gränsincident som utkämpades mellan en styrka från Texas Rangers, ledd av kapten Leander McNelly, och en mexikansk milis. Den ägde rum i november 1875, i och omkring Las Cuevas, Tamaulipas. Texassyrkorna korsade Rio Grande och steg in på Mexikos mark, med syfte att återhämta stulen boskap över floden, tillbaka till USA, men hamnade då i strid med lokal milis. Då kriget var över gav mexikanerna tillbaka boskapen till Texas.

### Fotnoter
1. ↑  ”The Official Texas Ranger Hall of Fame and Museum in Waco, Texas | Learn About the History or Rangers Past and Present”. Texasranger.org. 1 maj 1913. Arkiverad från originalet den 6 januari 2012. https://web.archive.org/web/20120106185704/http://www.texasranger.org/halloffame/Armstrong_John.htm. Läst 10 februari 2012.
2. ↑  ”Las Cuevas War”. En.vionto.com. Arkiverad från originalet den 25 april 2012. https://web.archive.org/web/20120425082124/http://en.vionto.com/show/me/Las+Cuevas+War. Läst 10 februari 2012.